# Chaïm Perelman
Chaïm Perelman (ur. 20 maja 1912 w Warszawie, zm. 22 stycznia 1984 w Brukseli) – belgijski logik i filozof prawa, urodzony w polskiej rodzinie pochodzenia żydowskiego.

## Życie i Praca
Perelman i jego rodzina wyemigrowali z Warszawy do Antwerpii (Belgia) w 1925. Rozpoczął swoje studia w „Université Libre de Bruxelles”, gdzie pozostał do końca swojej kariery. Uzyskał doktorat prawa w 1934, a drugi doktorat filozofii i matematyki cztery lata później, w 1938. W tym samym roku Perelman został wykładowcą Uniwersytetu w Brukseli na Wydziale Filozofii i Literatury, a pod koniec wojny – najmłodszym profesorem w historii tej uczelni.
Perelman jest najbardziej znany ze swojej „nowej retoryki”, nawiązującej do greckiej dialektyki. Opisał ją w książce „Logika prawnicza. Nowa retoryka”. Logika prawnicza jest dla niego prawniczym zastosowaniem teorii argumentacji. Perelman wskazuje, że filozofia może się wiele nauczyć od prawników, przyglądając się jak rozwiązują problemy prawnicze, formułują wnioskowania i argumentację.